# Sakura Gakuin 2012-nendo ~My Generation~
Albums de Sakura Gakuin
Sakura Gakuin 2011-nendo ~FRIENDS~
(2012) Sakura Gakuin 2013-nendo ~Kizuna~
(2014)
Singles
1. Headbanger!! (BABYMETAL)
Sortie : 4 juillet 2012
2. WONDERFUL JOURNEY
Sortie : 5 septembre 2012
3. Science Girl▽Silence Boy (Kagaku Kyumei Kiko LOGICA?)
Sortie : 21 novembre 2012
4. My Graduation Toss
Sortie : 27 février 2013

Sakura Gakuin 2012nendo ~My Generation~ (さくら学院 2012年度 ～My Generation～) est le 3e album studio du groupe féminin japonais Sakura Gakuin sorti en 2013.

## Détails de l'album
L'album sort le 13 mars 2013 en plusieurs éditions : une édition régulière contenant seulement un CD et trois éditions limitées notées Sa, Ku et Ra, contenant un CD avec un DVD en supplément.
L'album contient les singles sortis par le groupe lui-même dont Wonderful Journey, et My Graduation Toss (sorti en 2012 et 2013), ainsi deux singles des sous-groupes dont Headbanger!! de BABYMETAL, et Science Girl▽Silent Boy du nouveau sous-groupe Kagaku Kyumei Kiko LOGICA?.
Il est le premier album du groupe avec les nouveaux membres Saki Ōga, Mariri Sugimoto, Yunano Notsu, alors la 4e génération, qui rejoignent le groupe en mai 2012 ; il est notamment le dernier album avec les membres du groupe, Suzuka Nakamoto, la deuxième leader (et membre de BABYMETAL), présente pendant trois ans, et Mariri Sugimoto qui n'a été présente pendant dix mois. Ces deux jeunes filles quitteront en même le groupe huit jours après la sortie de l'album.
Par ailleurs, cet album marque la dernière apparition de Suzuka Nakamoto notamment avec une chanson de l'album Sakura Iro no Avenue interprétée par Suzuka en solo.
L'opus atteint la 39e place du classement hebdomadaire des ventes de l'oricon.

## Formation
- 1re génération : Suzuka Nakamoto ; Marina Horiuchi ; Raura Iida ; Nene Sugisaki ; Hinata Satō
- 2e génération : Yui Mizuno ; Moa Kikuchi
- 3e génération : Rinon Isono ; Hana Taguchi
- 4e génération : Saki Ōga ; Mariri Sugimoto ; Yunano Notsu

## Liste des titres
| No  | Titre                                                          | Origine ou interprètes                  | Durée |
| --- | -------------------------------------------------------------- | --------------------------------------- | ----- |
| 1.  | WONDERFUL JOURNEY                                              | 4e single                               | 4:23  |
| 2.  | Sleep Wonder (スリープワンダー)                                |                                         |       |
| 3.  | Headbanger!! (ヘドバンギャー!!)                                | Heavy Music Club BABYMETAL              | 4:22  |
| 4.  | Miracle♪Pattyful♪Hamburguer (ミラクル♪パティフル♪ハンバーガー) | Cooking Club Mini-Patissier             | 4:36  |
| 5.  | Suimin Fusoku (スイミン不足)                                   | Go Home Club sleepiece                  |       |
| 6.  | Scoreboard ni Love ga Aru (スコアボードにラブがある)           | Tennis Club Pastel Wind                 |       |
| 7.  | Science Girl▽Silent Boy (サイエンスガール▽サイレンスボーイ)    | Science Club Kagaku Kyumei Kiko LOGICA? |       |
| 8.  | Delta (デルタ)                                                 | Science Club Kagaku Kyumei Kiko LOGICA? |       |
| 9.  | Sakura Iro no Avenue (桜色のアベニュー)                        | Suzuka Nakamoto                         |       |
| 10. | My Graduation Toss                                             | 5e single                               | 5:34  |
| 11. | Marshmallow Iro no Kimi to (マシュマロ色の君と)                |                                         |       |
| 12. | Tabidachi no Hi ni ~J-MIX 2012~ (旅立ちの日に)                 |                                         |       |

| 1. | My Graduation Toss Music Clip |  |
| 2. | Sakura Gakuin Gakunentsu Test (さくら学院 学年末テスト2012)                                                                              |  |
| 3. | Introducing the members: Sugisaki Nene, Ooga Saki / Satou Hinata, Mizuno Yui (メンバー他己紹介：杉﨑寧々・大賀咲希 / 佐藤日向・水野由結) |  |

| 1. | Song for Smiling Music Clip |  |
| 2. | Suusan e Kansha no Suprise! ~Classmate wa Eienni~ (すぅさんへ 感謝のサプライズ！～クラスメイトは永遠に～)                                         |  |
| 3. | Introducing the members: Nakamoto Suzuka, Sugimoto Mariri / Iida Raura, Isono Rinon (メンバー他己紹介：中元すず香・杉本愛莉鈴/飯田來麗・磯野莉音) |  |

| 1. | WONDERFUL JOURNEY Music Clip |  |
| 2. | "Radio de Sou Matome! ~Sakura Gakuin 2012 Nen no Ayumi~" 2012 Nendo no Kichou na Eizoushiryou to Tomo ni Omoide dai Housou!! (『ラジオで総まとめ！ ～さくら学院 2012年の歩み ～』2012年度の貴重な映像資料と共に思い出大放送！！) |  |
| 3. | Introducing the members: Horiuchi Marina, Kikuchi Moa / Taguchi Hana, Notsu Yunano (メンバー他己紹介：堀内まり菜・菊地最愛/田口華・野津友那乃)                                                                                   |  |